# Combinada nòrdica als Jocs Olímpics d'hivern de 2002
Als Jocs Olímpics d'Hivern de 2002 celebrats a la ciutat de Salt Lake City (Estats Units) es disputaren tres proves de combinada nòrdica en categoria masculina. Aquesta fou la primera vegada que es disputà la prova d'esprint.
La prova individual es realitzà entre els dies 9 i 22 de febrer de 2002 a les instal·lacions esportives del Soldier Hollow (prova d'esquí de fons) i del Utah Olympic Park (prova de salt amb esquís). Hi participaren un total de 54 esquiadors de 14 comitès nacionals diferents.

## Resum de medalles
| Prova                    | Or                                                                      | Argent                                                                     | Bronze                                                                    |
| Individual Detalls       | Samppa Lajunen                                                          | Jaakko Tallus                                                              | Felix Gottwald                                                            |
| Esprint Detalls          | Samppa Lajunen                                                          | Ronny Ackermann                                                            | Felix Gottwald                                                            |
| Relleus 4x10 km. Detalls | FinlàndiaJari Mantila · Hannu Manninen · Jaakko Tallus · Samppa Lajunen | AlemanyaBjörn Kircheisen · Georg Hettich · Marcel Höhlig · Ronny Ackermann | ÀustriaChristoph Bieler · Michael Gruber · Mario Stecher · Felix Gottwald |

## Medaller
| Posició | País      | Or | Argent | Bronze | Total |
| 1       | Finlàndia | 3  | 1      | 0      | 4     |
| 2       | Alemanya  | 0  | 2      | 0      | 2     |
| 3       | Àustria   | 0  | 0      | 3      | 3     |
|         |           |    |        |        |       |
| Total   | Total     | 3  | 3      | 3      | 9     |